# Miki Szent Pál
Miki Pál (Kiotó, 1566. – Nagaszaki, 1596. február 5.) japán jezsuita szerzetes, vértanú, aki társaival a Távol-Kelet első kanonizált szentje lett.

## Hittérítési előzmények Japánban
Japánban a keresztény hittérítés kezdete Xavéri Szent Ferenc nevéhez fűződik. Ő maga azonban ekkor még nem sok eredményét láthatta térítőmunkájának, azonban az elkövetkező évtizedekben seregestől tértek meg az emberek, és 1587-ben már mintegy 250 000 lelket számláló katolikus közösség élt Japánban Nagaszaki központtal.
Japán ura, Tojotomi Hidejosi aki korábban elnéző volt a keresztényekkel szemben, éppen ebben az esztendőben, a kudarcba fulladt koreai háború következtében ellenük fordult: a jezsuitákat kiutasítva az országból, akiknek többsége viszont nem távozott el, helyben maradt és titokban tovább folytatta a térítést.
Hat évvel később, 1593-ban a Fülöp-szigetekről, Manilából is ferencesek érkeztek Japánba, akik nagy buzgóságukban egyszerűen figyelmen kívül hagyták az előttük járt missziósok tapasztalatait. Annak ellenére, hogy a shogun, Hidejosi betiltotta a prédikálást, ők továbbra is nyíltan hirdették az evangéliumot, sőt két konventet és kórházakat is alapítottak. 
Hidejosi 1596 decemberében elfogatta a ferenceseket, velük együtt három jezsuitát és tizenöt japán hívőt is, akik a ferences harmadrend tagjai voltak. Meakóba gyűjtötték őket össze, ahol miután megkínozták, Nagaszakiban való kereszthalálra ítélték őket.
A huszonnégy halálraítélt útja Nagaszaki felé egy hónapig tartott és jelentős részét gyalog kellett megtenniük. Az uralkodó szándéka az volt, hogy amerre csak a menet elhalad, elrettentse a keresztényeket a hitüktől. Ám ennek éppen az ellenkezője történt: a vértanúságra kiválasztottak mindenütt erőt öntöttek a hívekbe, azok pedig, különféle módokon s ahogy csak lehetett, szolgálatukra voltak. E szolgáló keresztények közül ketten csatlakoztak is a rabokhoz, hogy mindig mellettük lehessenek, ezért a parancsnok egyszerűen besorolta őket a kivégzendők közé.
Február 5-én Nagaszakiban, a kikötő előtti dombon az egész városnak szánt látványosság volt a kivégzés. Az áldozatokat keresztre kötözték, ők pedig a Te Deumot énekelve készültek a halálra, majd a keresztről buzdították a hívőket. A vértanúk között lévő gyermekek a Laudate pueri Dominum (Dicsérjétek gyermekek az Urat) kezdetű zsoltárt énekelték. Életüket két-két katona lándzsája oltotta ki, keresztben szúrták át mindegyikük szívét.

## Életpályája
A Japán Kiotóban született 1556-ban, öt évesen keresztelték meg, majd amikor húsz éves lett, felvételét kérte a jezsuita rendbe. Két évi próbaidő után novíciátusra bocsátották. Amikor tanítani kezdett, nagy hatása volt, mert jól ismerte a buddhizmust, és tudott vitatkozni a boncokkal is. Ogantino helyettes tartományfőnököt prédikáló útjaira is elkísérte, majd nem sokkal később ő maga lett Japán leghíresebb szónoka.
1596. december 26-án tartóztatták le két novíciustársával, Kisai Jakabbal és Szoan Jánossal együtt. Még a kereszten is térített! Az egész vértanú-csoportot róla: "Miki Pál és társai" néven nevezik.

## Emlékezete
Miki Pált és társait tartják a Távol-Kelet első kanonizált szentjeinek.VIII. Orbán pápa 1627. szeptember 14-én boldoggá, IX. Piusz pápa 1862. június 8-án avatta őket szentté. Nagaszakiban emlékmű és múzeum őrzi emléküket.